# هينينج كيغرمان
هينينج كيغرمان (بالألمانية: Henning Kagermann)‏ (و. 1947 – م) هو فيزيائي، ومدير، وأستاذ جامعي من ألمانيا . ولد في براونشفايغ.

## مناصب وهيئات
أدار جامعة براونشفايغ التقنية.

## روابط خارجية
- هينينج كيغرمان على موقع مونزينجر (الألمانية)